# Las crónicas de Maia
Las crónicas de Maia es una serie web de misterio creada por Juan Francisco Calero Hueso y Bárbara López Sáenz y coproducida por la cadena Antena 3 para su visionado en Internet. 

Se trata de una ficción que cuenta con actores de la talla de Andrea Dueso (Maia), el actor y reportero Sergio Pazos, y el ganador de un Goya Carlos Álvarez-Novoa
La serie consta de 8 capítulos de unos 15 minutos de duración.
El tratamiento visual de la serie es gótico-urbano, con una elaborada puesta en escena y una cuidada estética, que mezcla imagen real con animación.
Además, ha sido la primera webserie española en estrenar en streaming: al día siguiente de emitirse cada capítulo estaba disponible en YouTube. Asimismo, la serie se complementa con un libro, un cómic y una BSO (crossmedia), además de material audiovisual extra y aplicaciones móviles (transmedia) importantes para entender completamente la trama.

## Argumento
La serie versa sobre Maia, una joven skater independiente, luchadora y soñadora, que persigue unos misteriosos libros de tapas negras con el título de Las crónicas de Maia, los cuales están escritos en un lenguaje extraño y cuyo contacto con ellos le provocan un trance. La joven no dudará en arriesgarse e, incluso, en saltarse algunas reglas con tal de conseguirlos.
La historia de esa búsqueda sirve para mostrar al espectador una retrospectiva de la infancia de la protagonista, los recuerdos de una tragedia, la soledad y la determinación por conocer la verdad.